# Washington Cemetery (Brooklyn)

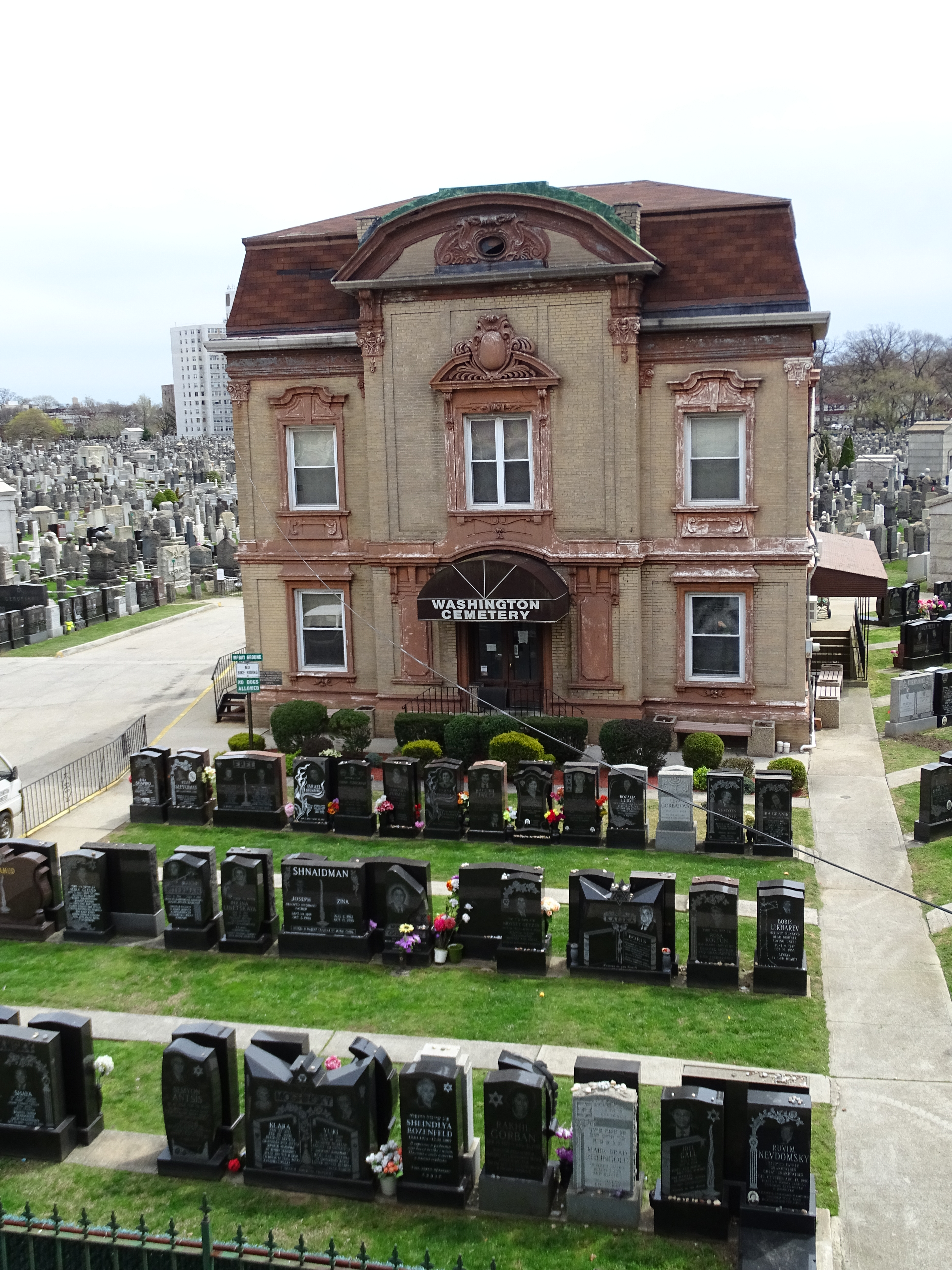
Hauptgebäude des Friedhofs

Der Washington Cemetery ist ein historischer Friedhof im New Yorker Stadtteil Brooklyn. Schon bald nach seiner Eröffnung wurde er zum zentralen jüdischen Friedhof und ist heute der größte jüdische Friedhof in Brooklyn.

## Lage
Der gesamte Friedhof besteht aus insgesamt fünf nummerierten Friedhöfen. Sie liegen alle um den Subway-Bahnhof Bay Parkway der Linie F nach Coney Island, die hier oberirdisch verläuft und einen Blick auf das ganze umfangreiche Friedhofsareal bietet.
Alle fünf Friedhöfe haben eigene Toreingänge. Der älteste von ihnen, Friedhof Nr. 1, liegt östlich der McDonald Avenue und des U-Bahnhofs und ist zugleich der größte von ihnen. Auf ihm steht das Verwaltungsgebäude. Die Friedhöfe Nr. 2, 3, 4 und 5 befinden sich westlich der McDonald Avenue bis hin zur 19th Avenue.

## Geschichte

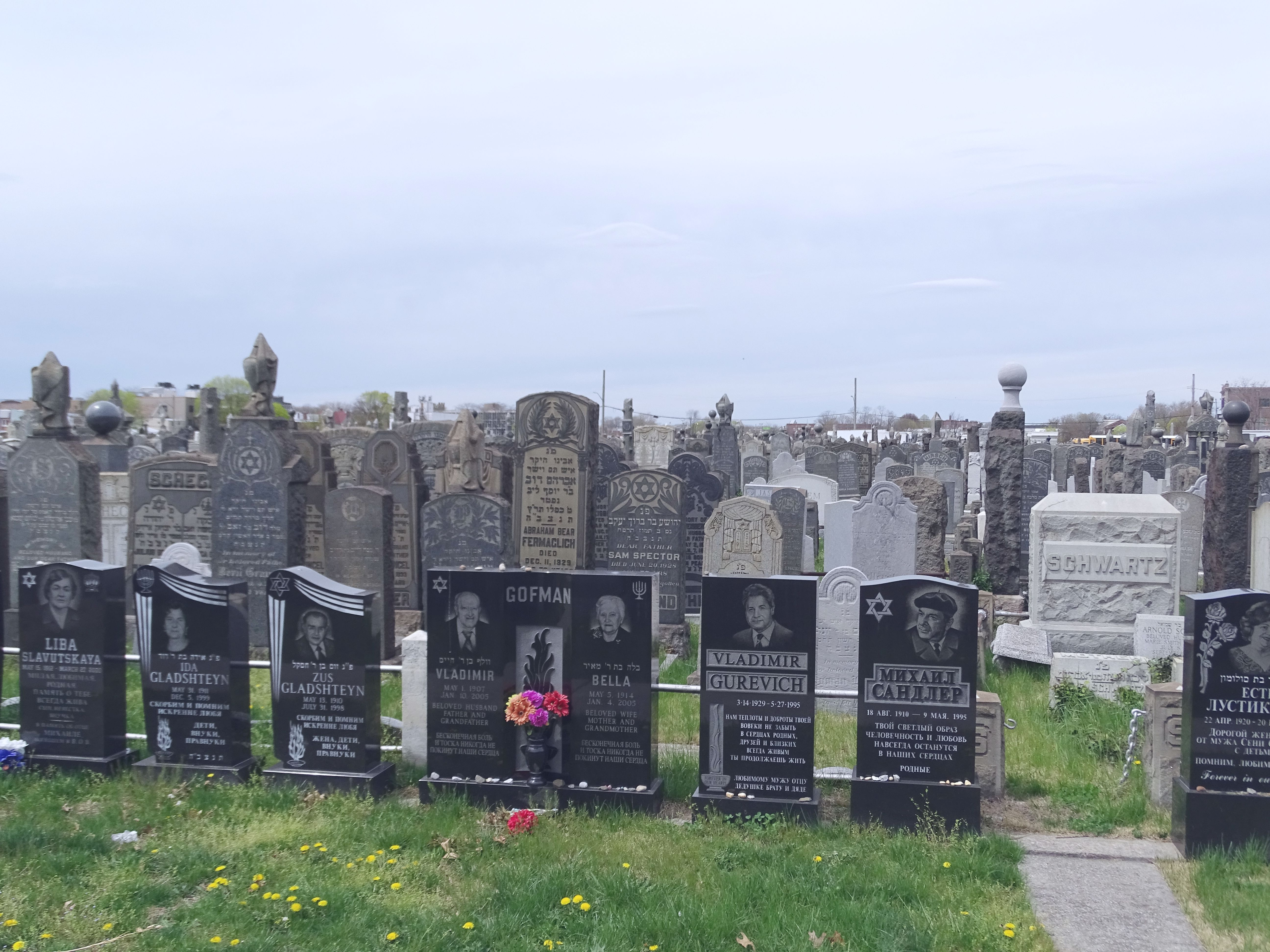
Friedhof Nr. 3

Seine Entstehung verdankt der Washington Cemetery dem Rural Cemetery Act (Verordnung über Parkfriedhöfe) von 1847, mit dem die Errichtung von kommerziell geführten Parkfriedhöfen in New York außerhalb der Stadtgrenzen gestattet wurde (das damalige Teilgebiet von Kings County, ein Unincorporated Area, wo heute der Washington Cemetery liegt, gehörte nicht zu Brooklyn und Brooklyn selbst war noch nicht zu New York City eingemeindet).
Der Friedhof wurde in den 1840er Jahren von James Arlington Bennet auf einem Teil seiner Grundstücke errichtet. Offiziell gilt er seit 1850 als ein Friedhof, 1857 wurde er als jüdischer Friedhof geweiht. 1886 betrug die Friedhofsfläche um 100 acres (etwa 40 ha), wovon 35 acres an verschiedene jüdische  Bestattungsgemeinden vermietet wurden und 65 acres als einzelne Grabstätten zur Verfügung standen. Seit 2010 gibt es auf dem Friedhof mit über 100.000 Grabstätten keine freien Grabparzellen mehr.
In den 1970er und 1980er Jahren gab es in New York (und Brooklyn) eine starke Einwanderungswelle jüdischer Immigranten aus der damaligen Sowjetunion. Die meisten ließen sich in der Nähe von Brighton Beach auf Coney Island (heute im Volksmund auch „Little Odessa“ genannt) nieder, wo sie bis heute leben. Der Washington Cemetery, der nur einige Subway-Haltestellen (beziehungsweise Autominuten) entfernt liegt, wurde zum bevorzugten Friedhof dieser jüdischen Gemeinde – man findet dort viele Grabsteine mit kyrillischer Schrift.

## Bekannte beerdigte Persönlichkeiten
- Joseph Edelstein (1858–1940) – künstlerischer Leiter des Yiddish Theater
- Pauline Edelstein (1866–1942) – Schauspielerin am Yiddish Theatre, Ehefrau von Joseph Edelstein
- Abraham Goldfaden, jiddischer Volksdichter und Komponist, gilt als Begründer des modernen jiddischen Theaters
- Jakob Gordin, jiddischer Autor
- Louis B. Heller, US-amerikanischer Jurist und Politiker
- Moses Horowitz, jiddischer Theaterschriftsteller und Theaterleiter
- Sigmund Mogulesko (1858–1914) – jiddischer Schauspieler, Sänger und Komponist
- Lilyan Tashman, US-amerikanische Schauspielerin
- "Big" Jack Zelig (1888–1912) – jüdischer Gangster, einer der letzten Anführer der Eastman Gang
- Eliakum Zunser, russischer jiddischer Volkssänger